# Mater Ecclesiae (Kloster)
Mater Ecclesiae (lateinisch für Mutter der Kirche) ist ein Kloster in der Vatikanstadt in den Vatikanischen Gärten. Es wurde von Papst Johannes Paul II. am 13. Mai 1994 eingeweiht und trägt das Patrozinium des Marientitels Mutter der Kirche. Die dort lebenden Ordensfrauen sollen sich in besonderer Weise der Fürbitte und dem Gebet für den Papst und die Römische Kurie widmen. Im fünfjährigen Wechsel wird es von verschiedenen Frauenorden bewohnt, ab 2024 von sechs Benediktinerinnen aus Argentinien. Von 2013 bis zu seinem Tod 2022 lebte der emeritierte Papst Benedikt XVI. in einem Teil des Gebäudes.

## Lage und Aufbau

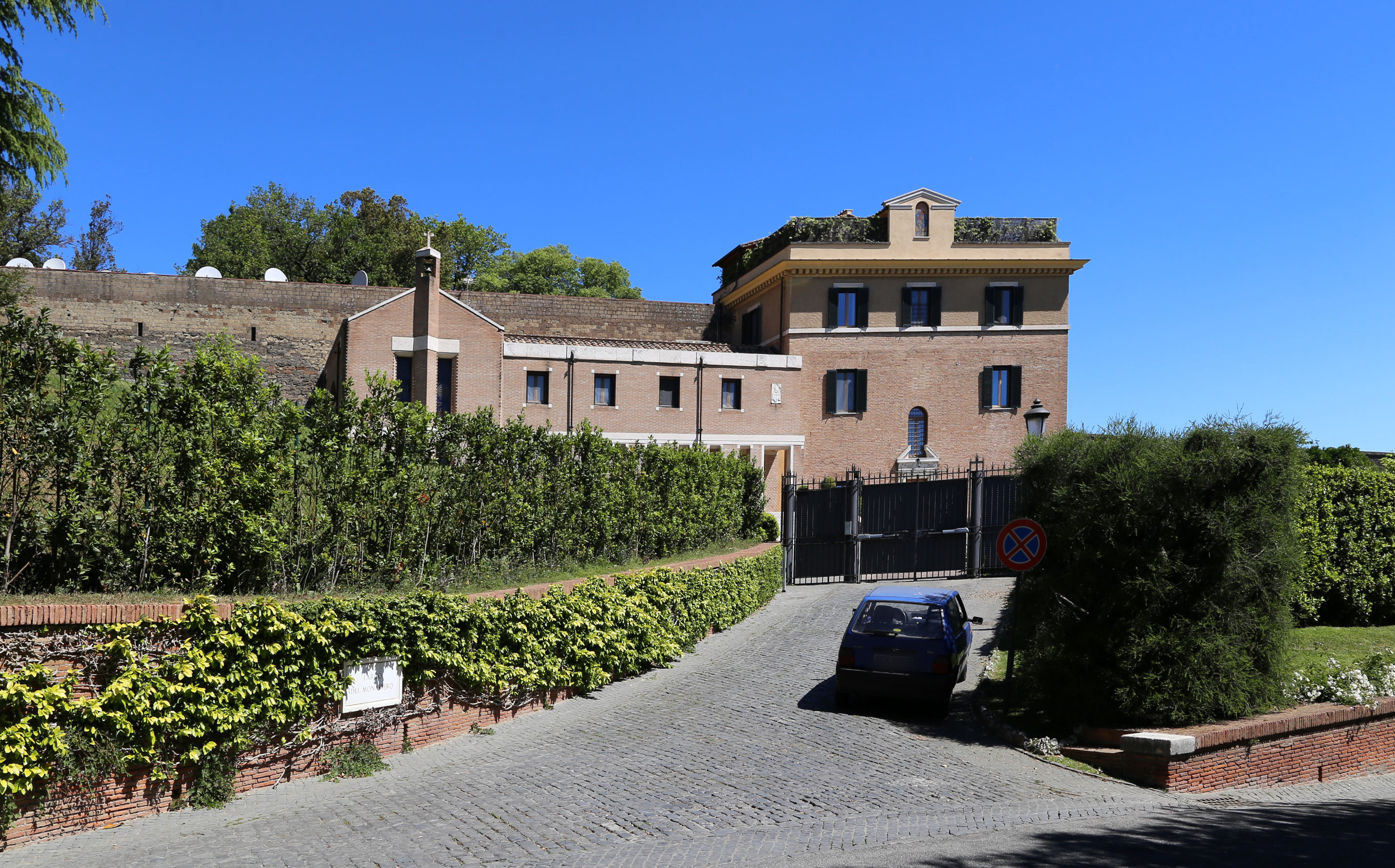
Frontansicht

Es liegt in einem ruhigen Teil der vatikanischen Gärten in unmittelbarer Nähe des Aquilone-Brunnens und ist teilweise in die Mauerreste der Leoninischen Mauer eingebunden. Es wurde auf den Fundamenten der früheren Verwaltung der vatikanischen Gendarmerie errichtet und besteht aus zwei Gebäudeteilen: einem westlichen mit der Kapelle sowie einem östlichen mit den Gemeinschaftsräumen und zwölf Zellen für die Ordensschwestern.

## Geschichte
Das Kloster entstand auf Initiative Johannes Pauls II. Dieser weihte das Kloster Mater Ecclesiae am Gedenktag Unserer Lieben Frau von Fatima, zugleich der 13. Jahrestag des Attentats von 1981. Er war von dem Gedanken bewegt, innerhalb des Vatikans eine Gemeinschaft von Nonnen zu haben, die sich in besonderer Weise der Fürbitte für die Kirche, den Papst und die römische Kurie widmen. Die Kapelle entstand bis 1994 ganz neu, das Klostergebäude durch einen Neubau ab 1992 auf einem ehemaligen Verwaltungsgebäude der vatikanischen Gendarmerie.
Eine Besonderheit war, dass die Nonnen alle fünf Jahre von einem anderen Orden entsandt wurden. Nach der Gründung 1994 bis 1999 lebte dort ein Konvent Klarissen, von 1999 bis 2004 Unbeschuhte Karmelitinnen und von 2004 bis 2009 Benediktinerinnen. 2009 bezogen Salesianerinnen das Kloster, mussten es aber im November 2012 für notwendige Renovierungen verlassen.
Papst Benedikt XVI. hatte sich nach seinem Amtsverzicht am 28. Februar 2013 zunächst in die päpstliche Sommerresidenz in Castel Gandolfo zurückgezogen. Nach Umbauten im Kloster kehrte Benedikt am 2. Mai 2013 in den Vatikan zurück und bezog das Klostergebäude – wo er von seinem Nachfolger Franziskus empfangen wurde – zusammen mit seinen vier früheren Haushälterinnen (geweihte Jungfrauen der Laienvereinigung Memores Domini) und seinem Privatsekretär Erzbischof Georg Gänswein. Dort starb er am 31. Dezember 2022 um 9.34 Uhr. Seit dem Frühjahr 2023 stand das Haus leer, Erzbischof Gänswein verließ seine dortige Wohnung im Februar.
Nach einer erneuten Renovierung zogen am 3. Januar 2024 auf Wunsch von Papst Franziskus sechs argentinische Benediktinerinnen der Abtei Heilige Scholastika in Victoria bei Buenos Aires dort ein, die  sich dem Gebet für den Papst „in seiner täglichen Sorge um die ganze Kirche“ widmen sollen.